# Christian Lindner
Christian  Wolfgang Lindner (* 7. leden 1979, Wuppertal) je německý politik a v letech 2013 až 2025 předseda německé Svobodné demokratické strany (FDP), od prosince 2021 do listopadu 2024 zastával funkci ministra financí.

## Životopis

### Mládí a studium
Narodil se v roce 1979 jako syn učitele ve Wuppertalu, po rozchodu svých rodičů vyrůstal u matky. Na Univerzitě v Bonnu (Rheinische Friedrich-Wilhelms-Universität Bonn) vystudoval v letech 1999–2006 v hlavním studijním oboru politologii s vedlejšími doprovodnými obory veřejné právo a filozofie.

### Osobní život
V roce 2011 se oženil s o pět let starší novinářkou Dagmar Rosenfeldovou. Manželé se rozešli v dubnu 2018. Následně potvrdil Lindner v červenci 2018, že navázal vztah s jinou ženou. Jeho novou partnerkou je Franca Lehfeldt, která pracuje jako reportérka televizní stanice RTL Television.
Svůj první automobil značky Porsche, na který si sám vydělal, si Lindner koupil již ve svých 19 letech. Jeho zálibu v rychlé jízdě podtrhuje skutečnost, že vlastní německou licenci automobilového závodníka. Kromě toho má povolení řídit sportovní čluny a je také aktivním myslivcem.

## Politická kariéra

### Předseda Svobodné demokratické strany
Členem Svobodné demokratické strany (FDP) je již od roku 1995. Již v mladých letech se uplatnil v zemské organizaci FDP v Severním Porýní-Vestfálsku a posléze se stal jejím předsedou. Při svojí první úspěšné kandidatuře na předsedu celoněmecké Svobodné demokratické strany na jejím sjezdu v prosinci roku 2013 získal 79,0 % odevzdaných hlasů. Svůj předsednický mandát avšak následně v roce 2015 nejenom obhájil, nýbrž i se ziskem 92,4 % hlasů výrazně posílil. V dubnu roku 2017 byl v Berlíně se ziskem 91 % odevzdaných hlasů opětovně stvrzen v úřadu stranického předsedy FDP.

### Volby do Spolkového sněmu 2017, koaliční vyjednávání apůsobení vopozici
Volby do Spolkového sněmu dne 24. září 2017 přinesly velký úspěch FDP, když získala 10,4 % tzv. druhých hlasů (Zweitstimme) a po čtyřech letech se opět vrátila do celoněmeckého parlamentu. Velká zásluha na tomto úspěchu se přisuzuje právě předsedovi strany Christianu Lindnerovi.
Obě doposud opoziční resp. v Německém spolkovém sněmu (Bundestag) nezastoupené strany, Zelení (získali 8,9 % druhých hlasů ve volbách) a FDP, ihned po volbách v zásadě vyhlásily svou ochotu vyjednávat o vzniku vlády tzv. Jamajské koalice (Jamaika-Koalition) pod vedením dosavadní kancléřky Angely Merkelové (vládnoucí za spojenectví CDU/CSU). Bylo však zjevné, že pro svou účast na vládě tyto dvě „malé“ strany zamýšlely klást dalekosáhlé požadavky. Podle zprávy listu Rheinische Post, převzaté také deníkem Frankfurter Allgemeine Zeitung, se již během prvního týdne po volbách dne 24. září 2017 setkali vedoucí představitelé těchto dvou stran, aby projednali možnosti společného odsouhlaseného postupu. Za FDP se setkání měli zúčastnit předseda strany Christian Lindner, místopředseda Wolfgang Kubicki a generální sekretářka Nicola Beerová. Za Zelené to měli být tehdejší spolupředseda strany Cem Özdemir, spolupředsedkyně poslaneckého klubu Katrin Göringová-Eckardtová a ministr životního prostředí ve spolkové zemi Šlesvicko-Holštýnsko Robert Habeck. FDP chtěla podle těchto zpráv požadovat pro sebe velmi vlivné ministerstvo financí, jehož dosavadní šéf Wolfgang Schäuble na tuto funkci brzy po volbách rezignoval a stal se předsedou Bundestagu. Kromě toho měla FDP v úmyslu požadovat ministerstvo spravedlnosti a jedno další ministerstvo. Zelení chtěli podle zpráv pro sebe získat ministerstvo zahraničí, ministerstvo životního prostředí a rovněž jeden další post v kabinetu.
Po pět týdnů trvajícím tzv. sondování (rozhovory nebyly označeny jako „vyjednávání“) ohledně vzniku nové vlády, těsně před půlnocí v neděli 19. listopadu 2017, opustil předseda FDP Lindner spolu se svými stranickými kolegy zasedání v Berlíně a oznámil, že jeho strana FDP toto neúspěšné sondování ukončila. Tím byl původně nastíněný vznik tzv. Jamajské koalice vyloučen. Důvodem pro postup FDP byly nepřekonatelné rozpory se Zelenými, zvláště kvůli jejich téměř neomezené podpoře imigrace rodinných příslušníků již v Německu bydlících uprchlíků, kteří sice nemají nárok na azyl nebo jinou formu trvalého pobytu, jsou však v zemi dočasně tolerováni nebo trpěni. O dalším postupu se tehdy jen úřadující spolková kancléřka Angela Merkelová radila 20. listopadu 2017 se spolkovým prezidentem Frankem-Walterem Steinmeierem. Ačkoliv Sociálnědemokratická strana Německa (SPD) po volbách vyloučila pokračování tzv. velké koalice s CDU/CSU v tomto legislativním období, nakonec k takovému uspořádání německé vlády došlo. FDP pod Lindnerovým vedením tak bylo ve Spolkovém sněmu až do prosince 2021 opoziční stranou.

## Ministr financí
Od prosince 2021 byla jeho strana FDP ve vládnoucí koalici s SPD a Zelenými, v níž zastával Christian Lindner funkci ministra financí. V listopadu roku 2024 opustila vládu poté, co byl Lindner kancléřem Scholzem odvolaný ze své ministerské funkce.